# Teatro Martim Gonçalves
O Teatro Martim Gonçalves é um teatro brasileiro integrante da Universidade Federal da Bahia, a UFBA, localizado em Salvador, Bahia.
Fundado em 1958 pelo pernambucano Eros Martim Gonçalves, funciona como sede da Escola de Teatro da UFBA. De 1999 até 2007, esteve fechado para reformas — que custaram R$ 2.295.000,00, recursos obtidos do Ministério da Ciência e Tecnologia. Nesse período, algumas modificações realizadas foram a ampliação do palco fixo (de 6 para 11 metros), do palco giratório — que ganhou quatro alçapões — e da capacidade elétrica do gerador, também foram construídos também sete fossos.
A reinauguração coincidiu com a formatura da primeira turma de atores do bacharelado em "Artes Cênicas na Habilidade de Interpretação" da Universidade, que encenou As Bruxas de Salem, de Arthur Miller.